# Cadre-47/2-Europameisterschaft der Junioren 2002/03
Die Cadre-47/2-Europameisterschaft der Junioren 2003 war das 27. Turnier in dieser Disziplin des Karambolagebillards und fand vom 25. bis zum 27. April 2003 in Gelsenkirchen statt. Die Meisterschaft zählte zur Saison 2002/03.

Logo CEB (ausrichtender Verband)

## Geschichte
Die Überlegenheit der niederländischen Juniorensportler zeigte sich in Gelsenkirchen. Mit Platz 1–3 und Platz 5 belegten die Junioren vier der ersten fünf Plätze. Nur der Titelverteidiger Mikael Devogelaere aus Frankreich konnte in diese Pharlance durchbrechen und wurde geteilter Dritter.

## Modus
Gespielt wurde eine Vorrunde mit vier 4er-Gruppen im Round-Robin-Modus. Die zwei Gruppenbesten je Gruppe kamen ins Viertelfinale. Danach eine Knock-out-Runde bis 200 Punkte oder 20 Aufnahmen. Platz drei wurde nicht mehr ausgespielt.
Platzierung in den Tabellen bei Punktgleichheit:
1. GD = Generaldurchschnitt
2. HS = Höchstserie

## Vorrunde
| Abschlusstabelle Gruppe A | Abschlusstabelle Gruppe A | Abschlusstabelle Gruppe A | Abschlusstabelle Gruppe A | Abschlusstabelle Gruppe A | Abschlusstabelle Gruppe A | Abschlusstabelle Gruppe A | Abschlusstabelle Gruppe A | Abschlusstabelle Gruppe A |
| Platz                     | Name                      | MP                        | Pkte                      | Aufn.                     | GD                        | BED                       | HS                        |                           |
| ------------------------- | ------------------------- | ------------------------- | ------------------------- | ------------------------- | ------------------------- | ------------------------- | ------------------------- | ------------------------- |
| 1                         | Mikael Devogelaere        | 4:2                       | 504                       | 25                        | 20,16                     | 28,57                     | 121                       |                           |
| 2                         | Rob van Hoek              | 4:2                       | 502                       | 34                        | 14,76                     | 20,00                     | 76                        |                           |
| 3                         | Maarten Janssen           | 3:3                       | 431                       | 34                        | 12,67                     | 20,00                     | 70                        |                           |
| 4                         | Jan Dvoraček              | 1:5                       | 342                       | 37                        | 9,24                      | 12,50                     | 93                        |                           |

| Abschlusstabelle Gruppe B | Abschlusstabelle Gruppe B | Abschlusstabelle Gruppe B | Abschlusstabelle Gruppe B | Abschlusstabelle Gruppe B | Abschlusstabelle Gruppe B | Abschlusstabelle Gruppe B | Abschlusstabelle Gruppe B | Abschlusstabelle Gruppe B |
| Platz                     | Name                      | MP                        | Pkte                      | Aufn.                     | GD                        | BED                       | HS                        |                           |
| ------------------------- | ------------------------- | ------------------------- | ------------------------- | ------------------------- | ------------------------- | ------------------------- | ------------------------- | ------------------------- |
| 1                         | Martien van der Spoel     | 6:0                       | 600                       | 14                        | 42,85                     | 100,00                    | 153                       |                           |
| 2                         | Steve Dorard              | 4:2                       | 440                       | 36                        | 12,22                     | 15,38                     | 74                        |                           |
| 3                         | Nicky Defraye             | 2:4                       | 415                       | 30                        | 13,83                     | 13,33                     | 94                        |                           |
| 4                         | Matthias Meske            | 0:6                       | 295                       | 38                        | 7,76                      | -                         | 38                        |                           |

| Abschlusstabelle Gruppe C | Abschlusstabelle Gruppe C | Abschlusstabelle Gruppe C | Abschlusstabelle Gruppe C | Abschlusstabelle Gruppe C | Abschlusstabelle Gruppe C | Abschlusstabelle Gruppe C | Abschlusstabelle Gruppe C | Abschlusstabelle Gruppe C |
| Platz                     | Name                      | MP                        | Pkte                      | Aufn.                     | GD                        | BED                       | HS                        |                           |
| ------------------------- | ------------------------- | ------------------------- | ------------------------- | ------------------------- | ------------------------- | ------------------------- | ------------------------- | ------------------------- |
| 1                         | Edgar Meerwijk            | 6:0                       | 600                       | 31                        | 19,35                     | 28,57                     | 119                       |                           |
| 2                         | Davy van Havere           | 4:2                       | 551                       | 51                        | 10,80                     | 11,76                     | 63                        |                           |
| 3                         | Julien Rault              | 2:4                       | 453                       | 36                        | 12,58                     | 22,22                     | 99                        |                           |
| 4                         | Christian Mooren          | 0:6                       | 179                       | 36                        | 4,97                      | -                         | 29                        |                           |

| Abschlusstabelle Gruppe D | Abschlusstabelle Gruppe D | Abschlusstabelle Gruppe D | Abschlusstabelle Gruppe D | Abschlusstabelle Gruppe D | Abschlusstabelle Gruppe D | Abschlusstabelle Gruppe D | Abschlusstabelle Gruppe D | Abschlusstabelle Gruppe D |
| Platz                     | Name                      | MP                        | Pkte                      | Aufn.                     | GD                        | BED                       | HS                        |                           |
| ------------------------- | ------------------------- | ------------------------- | ------------------------- | ------------------------- | ------------------------- | ------------------------- | ------------------------- | ------------------------- |
| 1                         | Erwin van den Heuvel      | 6:0                       | 600                       | 28                        | 21,42                     | 22,22                     | 122                       |                           |
| 2                         | Benjamin Ikkache          | 2:4                       | 447                       | 29                        | 15,41                     | 28,57                     | 124                       |                           |
| 3                         | Janis Ziogas              | 2:4                       | 435                       | 38                        | 11,44                     | 15,38                     | 76                        |                           |
| 4                         | Kai Brezl                 | 2:4                       | 293                       | 31                        | 9,45                      | 13,33                     | 63                        |                           |

## Finalrunde
|  | Viertelfinale 200/20  | Viertelfinale 200/20 | Viertelfinale 200/20 | Viertelfinale 200/20 | Viertelfinale 200/20 | Viertelfinale 200/20 |                       |                       | Halbfinale 200/20 | Halbfinale 200/20 | Halbfinale 200/20 | Halbfinale 200/20 | Halbfinale 200/20 | Halbfinale 200/20 |      |       | Finale 200/20 | Finale 200/20 | Finale 200/20 | Finale 200/20 | Finale 200/20 | Finale 200/20 |
|  |                       |                      |                      |                      |                      |                      |                       |                       |                   |                   |                   |                   |                   |                   |      |       |               |               |               |               |               |               |
|  |                       | MP                   | Pkt.                 | Aufn.                | ED                   | HS                   |                       |                       |                   |                   |                   |                   |                   |                   |      |       |               |               |               |               |               |               |
|  |                       | MP                   | Pkt.                 | Aufn.                | ED                   | HS                   |                       |                       |                   |                   |                   |                   |                   |                   |      |       |               |               |               |               |               |               |
|  | Mikael Devogelaere    | 2                    | 200                  | 2                    | 100,00               | 126                  |                       |                       |                   |                   |                   |                   |                   |                   |      |       |               |               |               |               |               |               |
|  | Mikael Devogelaere    | 2                    | 200                  | 2                    | 100,00               | 126                  |                       | MP                    | Pkt.              | Aufn.             | ED                | HS                |                   |                   |      |       |               |               |               |               |               |               |
|  | Benjamin Ikkache      | 0                    | 116                  | 2                    | 58,00                | 116                  |                       | MP                    | Pkt.              | Aufn.             | ED                | HS                |                   |                   |      |       |               |               |               |               |               |               |
|  | Benjamin Ikkache      | 0                    | 116                  | 2                    | 58,00                | 116                  | Mikael Devogelaere    | 0                     | 200(18)           | 5                 | 40,00             | 88                |                   |                   |      |       |               |               |               |               |               |               |
|  |                       | MP                   | Pkt.                 | Aufn.                | ED                   | HS                   | Mikael Devogelaere    | 0                     | 200(18)           | 5                 | 40,00             | 88                |                   |                   |      |       |               |               |               |               |               |               |
|  |                       | MP                   | Pkt.                 | Aufn.                | ED                   | HS                   |                       | Edgar Meerwijk        | 2                 | 200(20)           | 5                 | 40,00             | 132               |                   |      |       |               |               |               |               |               |               |
|  | Edgar Meerwijk        | 2                    | 200                  | 11                   | 18,18                | 162                  |                       | Edgar Meerwijk        | 2                 | 200(20)           | 5                 | 40,00             | 132               |                   |      |       |               |               |               |               |               |               |
|  | Edgar Meerwijk        | 2                    | 200                  | 11                   | 18,18                | 162                  |                       |                       |                   |                   |                   |                   |                   | MP                | Pkt. | Aufn. | ED            | HS            |               |               |               |               |
|  | Steve Dorard          | 0                    | 145                  | 11                   | 13,18                | 52                   |                       |                       |                   |                   |                   |                   |                   | MP                | Pkt. | Aufn. | ED            | HS            |               |               |               |               |
|  | Steve Dorard          | 0                    | 145                  | 11                   | 13,18                | 52                   | Edgar Meerwijk        | 0                     | 41                | 2                 | 20,50             | 40                |                   |                   |      |       |               |               |               |               |               |               |
|  |                       | MP                   | Pkt.                 | Aufn.                | ED                   | HS                   | Edgar Meerwijk        | 0                     | 41                | 2                 | 20,50             | 40                |                   |                   |      |       |               |               |               |               |               |               |
|  |                       | MP                   | Pkt.                 | Aufn.                | ED                   | HS                   |                       | Martien van der Spoel | 2                 | 200               | 2                 | 100,00            | 163               |                   |      |       |               |               |               |               |               |               |
|  | Martien van der Spoel | 2                    | 200                  | 5                    | 40,00                | 173                  |                       | Martien van der Spoel | 2                 | 200               | 2                 | 100,00            | 163               |                   |      |       |               |               |               |               |               |               |
|  | Martien van der Spoel | 2                    | 200                  | 5                    | 40,00                | 173                  |                       | MP                    | Pkt.              | Aufn.             | ED                | HS                |                   |                   |      |       |               |               |               |               |               |               |
|  | Davy van Havere       | 0                    | 88                   | 5                    | 17,60                | 79                   |                       | MP                    | Pkt.              | Aufn.             | ED                | HS                |                   |                   |      |       |               |               |               |               |               |               |
|  | Davy van Havere       | 0                    | 88                   | 5                    | 17,60                | 79                   | Martien van der Spoel | 2                     | 200               | 5                 | 40,00             | 72                |                   |                   |      |       |               |               |               |               |               |               |
|  |                       | MP                   | Pkt.                 | Aufn.                | ED                   | HS                   | Martien van der Spoel | 2                     | 200               | 5                 | 40,00             | 72                |                   |                   |      |       |               |               |               |               |               |               |
|  |                       | MP                   | Pkt.                 | Aufn.                | ED                   | HS                   |                       | Erwin van den Heuvel  | 0                 | 21                | 5                 | 4,20              | 12                |                   |      |       |               |               |               |               |               |               |
|  | Erwin van den Heuvel  | 2                    | 200                  | 3                    | 66,66                | 128                  |                       | Erwin van den Heuvel  | 0                 | 21                | 5                 | 4,20              | 12                |                   |      |       |               |               |               |               |               |               |
|  | Erwin van den Heuvel  | 2                    | 200                  | 3                    | 66,66                | 128                  |                       |                       |                   |                   |                   |                   |                   |                   |      |       |               |               |               |               |               |               |
|  | Rob van Hoek          | 0                    | 9                    | 3                    | 3,00                 | 5                    |                       |                       |                   |                   |                   |                   |                   |                   |      |       |               |               |               |               |               |               |
|  | Rob van Hoek          | 0                    | 9                    | 3                    | 3,00                 | 5                    |                       |                       |                   |                   |                   |                   |                   |                   |      |       |               |               |               |               |               |               |

## Endergebnis
| MP    | Match Points (Sieger = 2; Unentschieden = 1; Verlierer = 0) |
| Pkte. | Erzielte Karambolagen                                       |
| Aufn. | Benötigte Versuche                                          |
| GD    | Generaldurchschnitt                                         |
| BED   | Bester Einzeldurchschnitt eines Spielers                    |
| HS    | Höchstserie                                                 |
|       | Bester GD des Turniers                                      |
|       | Bester ED des Turniers                                      |
|       | Beste HS des Turniers                                       |
|       | 1. Platz (Gold)                                             |
|       | 2. Platz (Silber)                                           |
|       | 3. Platz (Bronze)                                           |

| Finale                     | 1  | Martien van der Spoel | 12:0 | 1200 | 26 | 46,15 | 100,00 | 173 |
| Finale                     | 2  | Edgar Meerwijk        | 10:2 | 1041 | 49 | 21,24 | 40,00  | 162 |
| Halb- finale               | 3  | Erwin van den Heuvel  | 8:2  | 821  | 36 | 22,80 | 66,66  | 128 |
| Halb- finale               | 3  | Mikael Devogelaere    | 6:4  | 904  | 32 | 28,25 | 100,00 | 126 |
| Viertel- finale            | 5  | Rob van Hoek          | 4:4  | 511  | 37 | 13,81 | 20,00  | 76  |
| Viertel- finale            | 6  | Steve Dorard          | 4:4  | 585  | 47 | 12,44 | 15,38  | 74  |
| Viertel- finale            | 7  | Davy van Havere       | 4:4  | 639  | 56 | 11,41 | 11,76  | 79  |
| Viertel- finale            | 8  | Benjamin Ikkache      | 2:6  | 563  | 31 | 18,16 | 28,57  | 124 |
| Gruppen- phase             | 9  | Maarten Janssen       | 3:3  | 431  | 34 | 12,67 | 20,00  | 70  |
| Gruppen- phase             | 10 | Nicky Defraye         | 2:4  | 415  | 30 | 13,83 | 13,33  | 94  |
| Gruppen- phase             | 11 | Julien Rault          | 2:4  | 453  | 36 | 12,58 | 22,22  | 99  |
| Gruppen- phase             | 12 | Janis Ziogas          | 2:4  | 435  | 38 | 11,44 | 15,38  | 76  |
| Gruppen- phase             | 13 | Kai Brezl             | 2:4  | 293  | 31 | 9,45  | 13,33  | 63  |
| Gruppen- phase             | 14 | Jan Dvoraček          | 1:3  | 342  | 37 | 9,24  | 12,50  | 93  |
| Gruppen- phase             | 15 | Matthias Meske        | 0:6  | 295  | 38 | 7,76  | -      | 38  |
| Gruppen- phase             | 16 | Christian Mooren      | 0:6  | 179  | 36 | 4,97  | -      | 29  |
| Turnierdurchschnitt: 15,33 |    |                       |      |      |    |       |        |     |